# アドゥーナイク
アドゥーナイク(Adûnaic)は、J・R・R・トールキンの小説に登場する、第二紀のヌーメノールの人間たちの言語。「西の言語」を意味する。
アドゥーナイクは、アタニの関連したベオルの族とハドルの族の言葉、共通してタリスカと呼ばれるものに由来し、第二紀を通してベオルの族の言葉は、ヌーメノールの一部、特にエメリエとアンドゥーニエの港周辺で残り続けた。ベオルの族の大半はダゴール・ブラゴルラハの後に殺されたため、ハドルの族の言葉が最も優勢になった。
アドゥーナイクは人間の第二の族ハラド人の言葉からは全く影響を受けなかったようで、第二紀にヌーメノール人が中つ国に戻ったとき、ヌーメノール人たちはハラド語を話していたエネドワイスとミンヒリアスの民を彼らの遠い親戚と認識できなかった。
第三紀を通して中つ国で広範に話された西方語または共通語は、主にアドゥーナイクに由来する。ウンバールの黒きヌメノール人と他のヌーメノールの植民地では、第三紀を通し黒アドゥーナイク(Black Adûnaic)と呼ばれた親類語を話し、それはエルフ語の影響を受けず豊潤にされなかったので古い言葉に近かった。

## トリビア
アドゥーナイクは「名詞クラス」、つまり文法的性をもつトールキン言語の中で極めて稀な言語のひとつである。

## 参照
- アルダの言語